# Tharoth Sam
Tharoth Sam est une actrice et une pratiquante d'arts martiaux mixtes (MMA) cambodgienne.

## Palmarès
- 14 juin 2014 : Bayon Khmer MMA - BKM : contre Srey Moa Theoun, victoire par Soumission[1].
- 12 septembre 2014 : One FC 20 - Rise of the Kingdom : contre Vy Srey Chai, victoire par Soumission.
- 5 décembre 2014 : One FC 23 - Warrior's Way : contre Jujeath Nagaowa, défaite par TKO.
- 5 décembre 2015 : One Championship 35 - Kingdom of Khmer : contre Jeet Toshi, défaite par décision.
- 1er juillet 2017 : FMD - Full Metal Dojo 14 : contre Surarak Kamla, victoire par Soumission.

## Filmographie
- 2017 : Jailbreak , de Jimmy Henderson
- 2017 : First They Killed My Father: A Daughter of Cambodia Remembers  , de Angelina Jolie
- 2022 : Shotgun Wedding de Jason Moore